# 甘蔗猿头蛤
甘蔗猿头蛤（学名：Chama brassica），又名寶石偏口蛤、白偏口蛤或棘偏口蛤，是帘蛤目偏口蛤科偏口蛤属的一种。
WoRMS認為「白偏口蛤」（シロキクザル）是 Chenu, 1846的異名。

## 分佈
本物種分佈於中国大陆的福建廈門、廣東、廣西北部灣、海南，台湾（包括蘭嶼、墾丁、綠島等）及阿拉伯半島東部，常栖息在潮间带至潮下带53米。